# وزارة الأمن العام (الصين)
وزارة الأمن العام (بالصينية: 公安部) هي وزارة حكومية في جمهورية الصين الشعبية مسؤولة عن الأمن العام والسياسي. تشرف على أكثر من 1.9 مليون من ضباط إنفاذ القانون في البلاد وعلى الغالبية العظمى من شرطة الشعب الصينية. تعد وزارة الأمن العام قوة شرطة وطنية، لكن مع ذلك تظل مكافحة التجسس والأمن السياسي من الوظائف الأساسية لها.

## وصلات خارجية
- الموقع الرسمي